# Vanmanenia crassicauda
Vanmanenia crassicauda és una espècie de peix de la família dels balitòrids i de l'ordre dels cipriniformes. Poden assolir els 6,7 cm de longitud total. Es troba a Laos.